# 北斗保安館
23°52′18″N 120°31′34″E / 23.87178°N 120.526013°E
北斗保安館位在彰化縣北斗鎮七星里新市街上，鄰近北斗紅磚市場:133。該廟創建於清嘉慶元年（1796年），是北斗東門境三間主要的角頭廟之一:133。因為有著對於賭博之事相當靈驗的傳聞，所以曾有不少好賭者前來參拜:134。
該廟的由來是當地居民為了祈求平安，而至鹿港街迎請蘇府王爺、楊府王爺來奉祀:133。廟身範圍隨然不大，但建築卻是精雕細琢:133。曾在民國55年（1966年）重修:133。

## 傳說
該廟有「蘇王爺移北斗溪（寶斗溪）」的傳說故事:134。據說過去在道光年間，有次北斗溪（東螺溪）鬧水災，適逢蘇王爺出巡:134。王爺乃下指示作法，將溪水引到他處，之後水患消除，居民得以安居樂業:134。